# مونيكا سيمانتشيكوفا
مونيكا سيمانتشيكوفا (من مواليد 14 أغسطس 1995) هي لاعبة تزلج على الجليد سلوفاكية سابقة وهي الحائزة على الميدالية الفضية لنصب أوندريج نيبيلا التذكاري لعام 2012 والبطلة الوطنية السلوفاكية لعام 2012. تأهلت للتزلج الحر في خمس بطولات ، بما في ذلك بطولة العالم 2013 في لندن ، أونتاريو ، كندا.